# Grbavica (Republika Serbska)
Grbavica (cyr. Грбавица) – wieś w Bośni i Hercegowinie, w Republice Serbskiej, w gminie Šipovo. W 2013 roku liczyła 23 mieszkańców.